# San Gimignano
San Gimignano je mali utvrđeni srednjovjekovni grad na brdu u pokrajini Siena (Toskana, središnja Italija). Najslavniji je po svojoj srednjovjekovnoj arhitekturi, osobito po svojim tornjevima, koji se mogu vidjeti s nekoliko kilometara udaljenosti. Gradić je poznat i po svom bijelom vinu, Vernaccia di San Gimignano, koje se dobiva samo od loze koja raste u okolici.

## Povijest
San Gimignano je osnovan u 3. st. pr. Kr. kao etruščansko selo. Prvi zapisi o gradu potječu iz 10. stoljeća kada je prihvatio ime biskupa Svetog Geminianusa, koji ga je obranio od Atilinih Huna.
U srednjem vijeku i renesansi, bio je putna postaja katoličkih hodočasnika na njihovom putu (Via Francigena) prema Rimu i bazilici sv. Petra. Grad se razvijao i zahvaljujući razvijenoj trgovini brojnim poljoprivrednim proizvodima zahvaljujući plodnim okolnim brdima. God. 1199., za vrijeme njegovog najvećeg razvoja, grad se osamostalio od biskupa iz Volterre. Politička podjela (Gvelfi i Gibelini) mučila je upravu ove srednjovjekovne komune, ali je opet uspjela preživjeti zahvaljujući razvitku arhitekture i umjetnosti.
Sveta Fina, poznata i kao Serafina, je svetica rođena u San Gimignanu oko 1238. godine. Po njezinoj smrti 12. ožujka, 1253. godine, taj dan je postao gradskim blagdanom, a njena kuća je postala glavnim njezinim svetištem.  
Dana 8. svibnja 1300. godine, San Gimignano je ugostio Dantea kao Gvelfskog toskanskog veleposlanika. Grad se nastavio razvijati do 1348. godine kada se kuga, koja je poharala cijelu Europu, nakon desetkovanja Firence pojavila u gradu. San Gimignano je do 19. stoljeća postao drugorazrednim mjestom, a tada je razvitkom turizma prepoznat kao vrijedna atrakcija.

## Znamenitosti
Dok su u drugim gradovima (Bologna ili Firenca) u ratovima, katastrofama ili urbanim obnovama srušena većina tornjeva, San Gimignano je uspio sačuvati većinu (14 ukupno) svojih koji su svojom različitom visinom postali prepoznatljiv internacionalni simbol.
Postoje i mnoge crkve u gardu od koji su najvažnije: Collegiata, bivša katedrala, i Sant'Agostino, u kojima se nalaze djela brojnih renesansnih umjetnika. Gradska palača, nekad sjedište podestà, je danas gradska galerija s djelima brojnih umjetnika (Pinturicchio, Benozzo Gozzoli, Filippino Lippi, Domenico di Michelino, Pier Francesco Fiorentino, i dr.). Iz Danteove dvorane se dolazi do freske Majesta (Lippo Memmi), ali i do Torre del Podestà ili Velikog tornja (Torre Grossa), iz 1311. godine koji je visok 44 metra.
U središtu grada nalaze se četiri trga: Piazza della Cisterna, Piazza Duomo gdje je katedrala Collegiata, Piazza Pecori i Piazza delle Erbe. Glavne ulice su Ulica sv. Mateja (Via San Matteo) i Ulica sv. Ivana (Via San Giovanni), koje se protežu do sjevera ka jugu kroz cijeli grad. 
- Tornjevi blizanci (Tore Salvucci)
- Crkva Collegiata
- Freska Navještenja (Ghirlandaio) u oltaru sv. Serafine
- Portal sv. Matea
- Srednjovjekovne fontane
- Bastion na zidinama

## Kultura i utjecaj
San Gimignano je rodno mjesto pjesnika Folgorea (1270. – 1332.).
E. M. Forster je u svom djelu  Gdje se anđeli ne usude iz 1905. god., opisao fiktivnu verziju San Gimignana nazvanu Monteriano.
M. C. Escher, slavni nizozemski grafičar, je 1923. god. izradio drvorez San Gimignana na kojemu se nalaze slavni tornjevi.
Čaj s Mussolinijem, drama o engleskim i američkim ženama u Italiji tijekom II. Svjetskog rata iz 1999. god., je dijelom snimljen u San Gimignanu. Freske koje žene u filmu spašavaju su one u katedrali. 

## Gradovi prijatelji
San Gimignano je zbratimljen sa:
- Český Krumlov, Češka
- Meersburg, Njemačka
- Mestia, Gornji Svaneti, Gruzija (od 1975.)

## Vanjske poveznice
- San Gimignano – Grad prekrasnih tornjeva
- Šetnja kroz San Gimignano  Arhivirana inačica izvorne stranice od 3. veljače 2011. (Wayback Machine)
- Video prezentacija San Gimignana